# Syllegomydas gestroi
Syllegomydas gestroi is een vliegensoort uit de familie Mydidae. De wetenschappelijke naam van de soort is voor het eerst geldig gepubliceerd in 1932 door Séguy.
De soort komt voor in Libië.